# Etilklorid
Kloroetan (tudi monokloroetan, etil klorid) je vnetljiv plin pri normalni temperaturi in tlaku. Ima rahlo sladek vonj. Je hlapljiv plin, ki hladi kožo in upočasnjuje prevajanje okolja. Kloroetan gori z dimljenim, zelenkastim plamenom, kar je rezultat prehoda kloroetana v vodikov klorid. Burno reagira z oksidanti, alkalnimi kovinami, kalcijem, magnezijem, aluminijevim prahom in cinkom. Etil klorid se pridobiva z reakcijo etena in vodikovega klorida z uporabo katalizatorja aluminijevega klorida pri temperaturi od 130-250 °C. Pod temi pogoji etil klorid nastane v skladu s kemičnimi enačbo. 
V preteklosti so ga proizvajali z reakcijo med etanolom in klorovodikovo kislino, vendar ta pot danes ni ekonomična. Nastane pa lahko tudi kot stranski produkt pri proizvajanju PVC-ja (polivinil klorida). 
Uporabljamo ga kot topilo, hladilno sredstvo in nekoč pa so ga uporabljali tudi pri izdelavi tetraetil svinca. Etil klorid se uporablja kot vmesni produkt v topilih, aerosolih in anestezijah.